# 曉！！男塾
《曉！！男塾 青年啊，要立死志！》是宮下亞喜羅的日本漫畫作品，故事是由《魁！！男塾》主角劍桃太郎的兒子劍獅子丸結束世界旅行，返回日本入塾開始，並和新一代塾生一同展開一系列格鬥比賽，是《魁！！男塾》的續集，內容情節仍不脫惡搞及偽典的風格。

## 角色列表
男塾全名為「日本東京都神田私立男塾高等學校」，是間校史有400多年歷史的學校，採全體住宿制。學級分為三級，一號生是奴隸、二號生是鬼、三號生是閻魔，學長學弟制的校風相當濃厚。1945年(昭和20年)，太平洋戰爭結束，日軍戰敗投降，當時的海軍少將江田島平八，心想要復興與發展日本，需要年輕人的力量，於是就決定投身教育界來教育年輕人，接任男塾第十八任塾長，以嚴格的斯巴達軍事教育來收容日本教育體制所無法收容的問題學生，一旦塾生違反塾規，就必須接受「男塾名產」的處罰。
江田島平八
西元1928年(昭和三年)東京都下多摩出生，11歲以第一名之姿考上東京大學，除了日語外，也精通中、英文，1945年，海軍少將退役，不只精通武術，還會操作駕駛多樣交通工具，例如潛水艇、戰車和各種類型的戰鬥機，連海豚也可以拿來駕馭。另外，還能夠在外太空的宇宙中滑行。最愛吃鰻魚飯和三角飯糰，口頭禪是「我是男塾塾長江田島平八！」
王大人
男塾代理塾長，興趣是作料理，從小就在中國總本山神拳寺修業，原本有機會成為神拳寺的拳皇，但為了愛人春蘭的幸福而放棄拳皇的位置，離開神拳寺後便到日本東京大學唸書，因此遇見當時年僅11歲的同學江田島平八，是個精通醫術及幻術的高手。

### 男塾塾生
劍獅子丸
男塾一號生筆頭兼男塾總筆頭，父親是劍桃太郎，母親是名外國人，從小就跟隨父親在中國總本山王虎寺修業，修業完成後即至世界各地環遊旅行，四處修行鍛鍊，是個身背「漢魂劍」及持有男塾秘寶「寶仙刀」(曉丸)的混血兒。
黑巢信長
男塾一號生，討厭外國人及長相俊俏帥氣的男子，但同時也有一顆愛護動物的愛心。身藏日本玩具劍球，是個能夠將天地萬物任何東西拿來當做武器的大日本思想「攘夷」主義者。
赤石十藏
前男塾二號生筆頭赤石剛次的兒子，原日本關東地區最大暴走族「金蜥蜴」總長，宣佈解散組織後進入男塾。從小左眼就被父親刻上「宿命證痕」，只剩下一隻右眼，並且受過「花死臭生」的鍛鍊，嗅覺相當敏銳，身背長三尺名劍「一文字兼正」，是一文字流的繼承者。
吳袁紹
從小自中國總本山神拳寺修業，並以第一名的成績畢業，堪稱是中國拳法界一千年才出現一位的天才。代表中國參加每十年一屆的「世界男盃」格鬥結束後，加入男塾。
張悟空
來自中華民國的男塾生，從小在台灣中部阿里山深山中的「西遊寺」修業，手持「如意金箍棒」，號稱「奧義株式會社」。代表台灣參加每十年一屆的「世界男盃」格鬥結束後，加入男塾。
日登直樹
男塾一號生，前任一號生筆頭，劍獅子丸入塾後交棒卸任。是一個擅長田徑、撐竿跳等十項全能的運動好手。
安東洋明
男塾一號生，叔叔是前男塾畢業生伊達臣人，為了幫他矯正腐爛的劣根性，被叔叔強迫報名入塾。
林正治
男塾一號生兼伙房公差，有一個可愛的妹妹，是一個大胃王。
軍平
男塾一號生，父親是鬼鬍子教官，被暴走族「金蜥蜴」大隊人馬毆打，重傷不治死亡。
江戶川
男塾三號生筆頭，前男塾二號生代理筆頭江戸川之子，入塾已經二十年了，是一個萬年留級生。身上有著過世雙胞胎哥哥遺留人間移植的器官。
大豪院煌鬼
男塾特號生，是前男塾帝王大豪院邪鬼的兒子，脖子上掛著大豪院流歷代相傳的「鬼念珠」；10歲那年為了從「鐘獄界」中逃出來，在鐘裡修練十年而習得了「冥王炸裂波」，並以「真空殲風衝」親手殺死了自己的爺爺大豪院鐘鬼。
江田島魁
前不良幫派X軍團組織首領，男塾塾長江田島平八之子。
肯特
前不良幫派X軍團NO.2，連續兩年在甲子園拿下春夏優勝的勝利投手。

### 其他人物
大河內民明丸
民明書房出版社的創辦人，西元1904年(明治37年)東京神田出生，和塾長是好朋友，經常幫助男塾。
阿諷呂
男塾代理塾長王大人的弟弟，熱愛放克音樂，甚至狂熱到連打扮都像是美國放克歌手Bootsy Collins，是一個使用幻術的高手。為了幫助男塾打倒瑪羅門寺，免費傳授男塾塾生劍獅子丸和吳袁紹究極絕對奧義「魁」！
羅蘭
前中國「拳法調查局」的調查員，為了追查故宮寶物「星霜燦」的下落，至瑪羅門寺擔任臥底。「星霜燦事件」落幕後，便辭去「拳法調查局」的工作，轉行到替全世界現存的所有格鬥技團體評分的調查機構「魅死臨」。
藤堂兵衛
本名伊佐武光，二次世界大戰戰後改名藤堂兵衛，男塾昔日宿敵，為了幫助男塾贏得「亞流魔偈吞」而一同參與格鬥，頭戴廠商個人專屬設計「零坐麗差」戰鬥頭套。
紅神龍
瑪羅門教第一百六十二代首領，受江田島平八所託，在「亞流魔偈吞」一系列戰中，暗中幫助男塾。